# Església de Zemo Krikhi
L'església de Zemo Krikhi o església Zemo Krikhi de l'Arcàngel Miquel (en georgià: ზემო კრიხის მთავარანგელოზის ეკლესია) és una església dels segles x i xi a l'oest de Geòrgia, al municipi d'Ambrolauri, de les terres altes, part de la regió històrica i cultural de Ratxa. És una església de saló amb absis sortint, adornada amb talles de pedra, frescs i inscripcions medievals georgianes. L'església va ser gairebé completament destruïda en el terratrèmol de Ratxa de 1991 i reconstruïda el 2009. Està inscrita en la llista dels Monuments Culturals destacats de Geòrgia.

## Història
L'església Zemo Krikhi de l'Arcàngel Miquel està situada als afores de l'oest del llogaret de Zemo Krikhi, al municipi d'Ambrolauri, al nord-oest de Geòrgia. L'edifici es troba al cim d'un pujol a la riba esquerra del Krikhula, un afluent del riu Rioni. La zona forma part de la regió històrica i cultural de Ratxa. Basant-se en característiques arquitectòniques, l'església de Zemo Krikhi data de finals del segle X o principis del XI. Apareix per primera vegada esmentada en les notes de viatge dels enviats russos Tolochanov i Yevlyev, que van recórrer l'oest de Geòrgia en els anys 1650, i en les cartes de donació georgianes dels segles XVII i XVIII.
L'església es va ensorrar en un gran terratrèmol que va sacsejar Ratxa el 29 d'abril de 1991, i va ser reconstruïda el 2009.

## Descripció

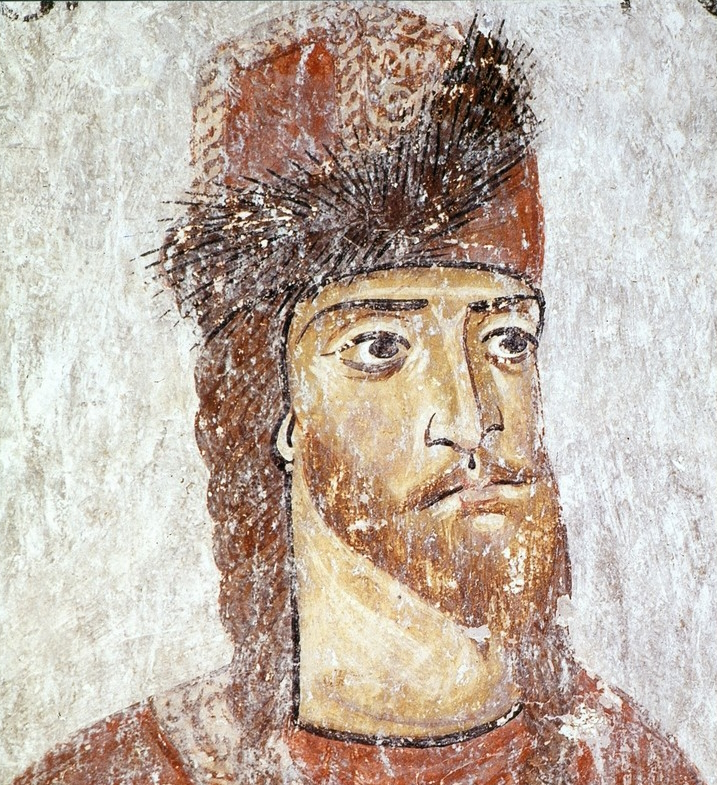
Detall d'una pintura al fresc a Zemo Krikhi

L'església de Zemo Krikhi, de 13,4 m × 5,7 m, està construïda amb blocs de pedra i calç. És una església de planta de saló, amb un absis sortint a l'est. L'absis té un exterior pentagonal i un interior semicircular. Al sud i a l'oest, l'església té annexos, aparentment zones especials per a dones, construïts posteriorment al segle xi. El mur occidental i el seu corresponent annex van ser remodelats el 1884. A diferència del santuari tripartit estàndard que es troba a les esglésies contemporànies de Geòrgia, aquesta església té un bema dividit en tres parts: dues fornícules profundes i altes amb terminació de petxina flanquegen l'altar en cada costat, fent que l'interior sembli monumental en relació amb la seva gran mida. El bema està il·luminat per dues finestres. Les parets exteriors i interiors de l'església estan ricament decorades amb talles de pedra ornamental. A les façanes hi ha una dotzena d'inscripcions en les escriptures medievals georgianes asomtavruli i nuskhuri, que daten paleogràficament del segle xi. L'interior està decorat amb pintura al fresc de mitjan segle xi. Les pintures representen escenes bíbliques, retrats de diversos sants i santes, clergues i donants seculars.